# Masllorenç
Masllorenç – gmina w Hiszpanii, w prowincji Tarragona, w Katalonii, o powierzchni 6,49 km². W 2011 roku gmina liczyła 528 mieszkańców.